# Uroš Vučenović
Uroš Vučenović (29 marzo 1991) è un giocatore di calcio a 5 e calciatore norvegese, pivot del Sjarmtrollan e attaccante dell'Ulfstind.

## Biografia
Originario della Croazia, è il figlio di Darko Vučenović, ex calciatore della Stella Rossa. Anche suo fratello Miloš è un giocatore di calcio a 5.

## Carriera
Vučenović è cresciuto nelle giovanili del Norild. A partire dalla stagione 2007 è stato aggregato in prima squadra. Nel 2009 è stato in forza al Kirkenes. Nel 2010, ha fatto ritorno al Norild.
Nel 2012, Vučenović è stato tesserato dallo Skarp. Dopo aver militato nelle file del Kirkenes nella stagione 2014, è passato al Fløya nel 2015. A metà dello stesso anno, è tornato ancora al Kirkenes.
Nella stagione 2016, Vučenović è stato in forza al Senja, in 2. divisjon: il 9 aprile ha esordito in squadra, schierato titolare nella sconfitta per 2-1 subita sul campo del Tromsdalen. Il 14 maggio ha segnato la prima rete, nella vittoria per 4-1 sull'Harstad.
Nel 2018 ha fatto ritorno al Norild, per poi passare nuovamente al Fløya nel 2021.
Dalla stagione 2016-2017, è stato attivo anche nel calcio a 5, come permesso dai regolamenti norvegesi: ha iniziato a giocare per il Sjarmtrollan, in Eliteserie. Ha contribuito alla vittoria finale di quello stesso campionato. Il 29 novembre 2019 ha debuttato per la Norvegia, in occasione della vittoria per 1-2 sulla Svezia.